# NI-tank

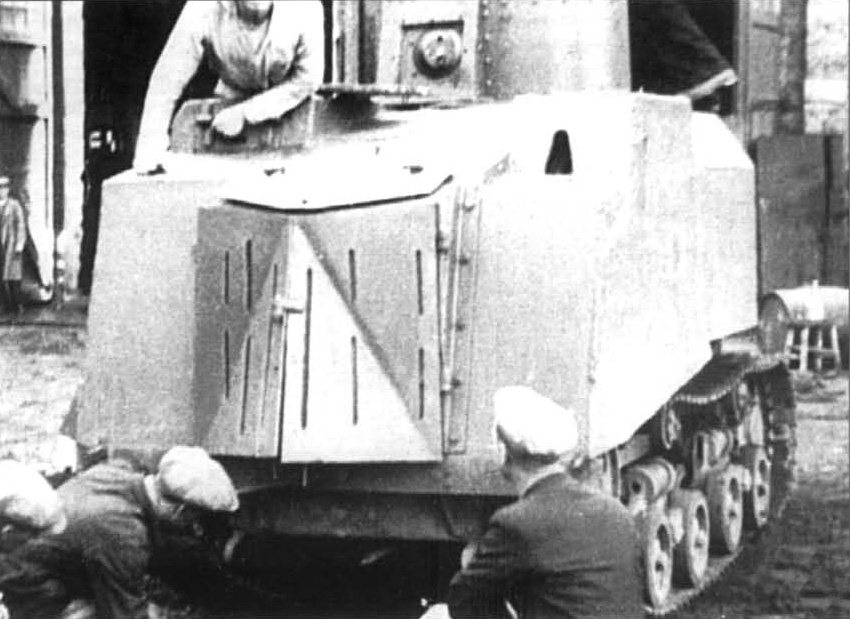
NI-tank

De Odessa-tank of NI-tank (Russisch: Танк НИ, afkorting van "На испуг", Na ispoeg, vrij vertaald: Om te schrikken) was een Sovjet tank tijdens de Tweede Wereldoorlog.
Het was een geïmproviseerd model dat bij de stad Odessa werd gebruikt toen de Duitse troepen deze belegerden in augustus 1941. De tank bestond uit het chassis van een landbouwtractor – de STZ-5 – waarop oude tanktorens werden gemonteerd. Ze waren niet opgewassen tegen zwaarder bewapende tegenstanders. Slechts 68 stuks werden in Odessa gebouwd.